# Enyingi kistérség

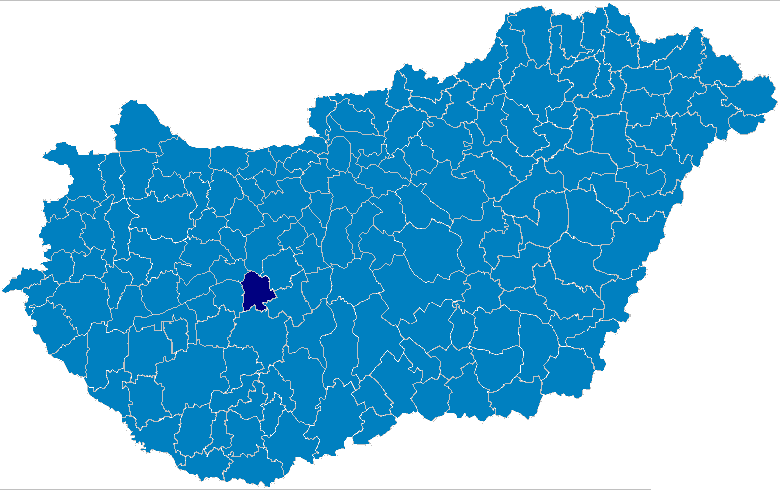
Az Enyingi kistérség

Az Enyingi kistérség kistérség Fejér megyében, központja Enying.

## Települései
- Dég
- Enying
- Kisláng
- Lajoskomárom
- Lepsény
- Mátyásdomb
- Mezőkomárom
- Mezőszentgyörgy
- Szabadhídvég